# 臺北燈節
臺北燈節（英語：Taipei Lantern Festival）是臺北市政府於1997年開始主辦的臺灣元宵節燈節，首屆主燈於仁愛圓環，到2001年因中華民國交通部觀光局主辦的臺北燈會改為臺灣燈會並移師高雄市舉辦，臺北燈節場地移至中正紀念堂擴大舉辦。2005年主燈首次移置於臺北市市政大樓，而自2007年起地點則不固定於中正紀念堂原址、改至國立國父紀念館及臺北市市政大樓周邊舉辦，而自2013年地點則不固定於國父紀念館、地點改在花博公園圓山園區及美術園區。2017年起為活絡台北市西區的發展而改在熱鬧的西門町商圈。2021年擴大活動並首度移到萬華車站廣場、龍山寺、剝皮寮、青山宮、艋舺大道、康定路、西園路、華西街與廣州街等五大夜市舉辦，因COVID-19疫情影響將展期改在聖誕節。2022年為挽救士林夜市與士林週邊商圈的人潮，故將燈節從萬華移到士林舉辦。2023年台灣燈會睽違23年再度回到台北舉辦。

## 歷史
臺北燈節始於1997年，由臺北市政府主辦，首屆主燈於仁愛圓環；另外一個臺北燈會，始於1990年，是由中華民國交通部觀光局主辦。於2001年開始，中華民國交通部觀光局主辦的臺北燈會移師高雄（時為高雄燈會），2003年移師台中市舉辦並更名臺灣燈會。2001年起臺北燈節也將場地移至中正紀念堂並擴大舉辦，2005年主燈首次置於臺北市市政大樓。
而自2007年起臺北燈節地點從中正紀念堂改至國父紀念館舉辦。2013年地點改在花博公園圓山園區及美術園區。2017年為活絡台北市西區的發展，地點改在熱鬧的西門町商圈，2月11日元宵節舉辦「西城嘉年華大遊行」。
2020年起列入臺北市政府觀光傳播局冬季大型觀光活動「臺北冬季系列活動」。2021年將活動地點移至中萬華地區，主要燈區位於萬華車站廣一、廣二廣場、龍山寺、青山宮、清水祖師廟、剝皮寮、臺北第一街貴陽街、康定路、西園路、和平西路、艋舺大道、華西街夜市、艋舺夜市、廣州街夜市、西昌街夜市、梧州街夜市，並結合無圍牆博物館以及西門PLAY樂購町打造出城西生活節。

## 歷屆燈節活動
- 主燈：通常以各年生肖為主題，興建10公尺以上之巨型主燈。在燈節期間晚上每隔30分鐘配合音樂亮燈、旋轉、歷時約3分鐘後結束。
- 主題燈座：由民間人士或公司行號、廟宇所提供、製作之大型花燈。
- 學生燈區：該屆台北燈節花燈競賽親子組、國小組、國中組、高中組、社會大專組的參賽小型花燈與大型花燈。該屆教師花燈研習所有參與的老師們的作品。
- 國際燈區：由世界各國的城市提供之大型花燈（如：上海[4]、香港、澳門、馬尼拉、關島、馬來西亞等）（2009年無國際燈區）。
- 燈謎擂台：由台灣省城隍廟贊助，於活動晚間進行猜燈謎的活動，並提供豐富的獎品給猜中燈謎者。
- 民藝街：販賣各種童玩（如捏麵人、畫糖人等）、台灣原住民商品、各式小吃、藝品的街道。民藝街設於中正紀念堂周圍的杭州南路。（2005年之民藝街設於國父紀念館，2008、2009、2010年無民藝街活動）
- 燈海隧道：於路肩佈置各種彩色燈飾所組合成的燈海隧道，於晚間開燈，設於仁愛路。
- 小提燈：每年配合生肖並製作10萬盞的紙雕小提燈，往年通常於臺北燈節開幕的前一天至開幕第二天，每天下午2點開始免費發放給民眾，發完為止。但2012年改為在臺北市12個行政區固定地點發放，時間為下午1點開始免費發放給民眾，發完為止。2019年當時市府為節省預算故停發小提燈。

## 歷屆燈節簡介
| 年度           | 歲次 | 生肖 | 地點                                                                                           | 燈節主題 (或主燈名)                    | 簡介 | 小提燈名稱          | 歷屆爭議 |
| -------------- | ---- | ---- | ---------------------------------------------------------------------------------------------- | -------------------------------------- | --- | ------------------- | --- |
| 1997年臺北燈節 | 丁丑 | 牛   | 仁愛圓環                                                                                       | 飛天女神                               | 十九公尺高。 |                     | |
| 1998年臺北燈節 | 戊寅 | 虎   | 仁愛圓環                                                                                       | 燈峰照吉                               | 十層樓高。 |                     | |
| 1999年臺北燈節 | 己卯 | 兔   | 總統府前廣場                                                                                   | 「春風」、「陽光」、「百花」、「川流」 | 主燈分為四座。 |                     | |
| 2000年臺北燈節 | 庚辰 | 龍   | 臺北市 中正區 中正紀念堂 至 凱達格蘭大道 （總統府至景福門） 至 中山南路 （監察院至中正紀念堂） | 千禧金龍                               | 以金龍環抱地球造型為設計主題。89年歲次庚辰，生肖屬龍，五行值金，輪推60年一次之金龍再現，主燈點後呈現千禧金龍祥雲環繞、瑞氣千條，象徵龍年國泰民安、全民萬福。結合工研院光電所研發之全像特效及歷年來最強之60瓦雷射，為千禧金龍作圓滿的詮釋。主燈高18.5公尺、寬18公尺，重量含燈光軟體約18公噸，用電總量432960瓦，燈泡瓦數450200瓦。 | 千禧龍              | |
| 2001年臺北燈節 | 辛巳 | 蛇   | 中正紀念堂                                                                                     | 金蛇舞乾坤                             | 以蛇為主題，主燈「金蛇舞乾坤」為非旋轉式，以燈光投影方式呈現。 | 叮噹蛇              | |
| 2002年臺北燈節 | 壬午 | 馬   | 中正紀念堂                                                                                     | 勁馬開太平                             | 以馬為主題。 | 金馬吉              | |
| 2003年臺北燈節 | 癸未 | 羊   | 中正紀念堂                                                                                     | 吉羊兆豐年                             | 以羊字為主題，主燈設計成羊角，羊角下方有三層燈座，燈座中間有一階梯，呈現為「羊」字的造型，另外主燈為非旋轉式，且主燈下方舞台可供人表演。 | 金吉羊              | |
| 2004年臺北燈節 | 甲申 | 猴   | 中正紀念堂                                                                                     | 靈猴轉乾坤                             | 以猴主題，主燈首次改為自發光呈現。 | 大聖猴              | |
| 2005年臺北燈節 | 乙酉 | 雞   | 臺北市政府府前廣場 國父紀念館                                                                  | 舞光十色臺北城                         | 以臺北市政府大樓為主燈，以投影方式呈現，未配合生肖，是首次移師至臺北市政府府前廣場及國父紀念館舉辦，且主燈首次以大樓投影的方式呈現。 | 飛天寶貝            | |
| 2006年臺北燈節 | 丙戌 | 狗   | 中正紀念堂                                                                                     | 旺福鴻運臺北城                         | 以小黃狗旺旺及原住民小男孩KoKai(詳見註2)為主題，於每場主燈秀結束後會有一段故事演出(詳見註3)，今年也是主燈首次搭配故事演出。 註1：本年除了台北旺旺免費小提燈外，於民藝街另有發售福福、鴻鴻、運運小提燈，每組新台幣59元。 註2：「KoKai」為達悟族語，意指「你好」。 註3：故事內容是KoKai和旺旺尋找福福過程中，接受兩隻小狗鴻鴻、運運協助，還有臺北小巨蛋、台北101、美麗華摩天輪、藍色公路、大直橋等景點造型花燈，以及臺北市立動物園的獅子、大象等，化身助KoKai和旺旺一臂之力。 | 台北旺旺（詳見註1） | |
| 2007年臺北燈節 | 丁亥 | 豬   | 中正紀念堂                                                                                     | 福臨臺北諸世興                         | 以一隻騎著腳踏車的豬（名為「朱古力」，取其諧音「豬鼓勵」）為主題，並搭配台北101大樓、新光摩天大樓、美麗華摩天輪、台北捷運列車等臺北的景點造型花燈，本次燈節活動也是歷年來最長的一次，共15天，且燈海隧道長度也是歷年來最長，共4.5公里。 | 小朱古力            | |
| 2008年臺北燈節 | 戊子 | 鼠   | 臺北市政府 國父紀念館 信義商圈                                                                 | 囍迎曙光耀繁城                         | 一、『銀鵲報喜』(最大主燈為上萬片紅紙剪成鼠造型組成的大圓球) 二、『鴻（紅）福臨門』 三、『金鼠迎親』 四、『紅瓦大厝』 五、『鼠兆豐年』 | 豐足鼠              | |
| 2009年臺北燈節 | 己丑 | 牛   | 臺北市政府 國父紀念館                                                                          | 牛轉乾坤迎豐年                         | 在國父紀念館與市政府大樓兩邊皆有主燈，分別是國父紀念館的「聽障奧運燈區」，叫「哞哞遊水岸花園臺北城」，以身穿跆拳道道服的牛（名為「哞哞」）為主題，一旁是大稻埕著名的唐山帆船，後方搭配著陽明山花鐘和竹子湖的海芋，並有3隻「蛙兒」騎著單車環繞；另外則是位在市政府的「新媒體公共藝術燈區」，與2005年相同，以投影方式在臺北市政府大樓呈現。 | 哞哞                | |
| 2010年臺北燈節 | 庚寅 | 虎   | 臺北市政府 國父紀念館                                                                          | 福虎生風好運到                         | 在國父紀念館設有高20公尺主燈，造型配合2010年臺北國際花卉博覽會，除生肖主題外，尚有花博吉祥物點綴，當主燈之雷射燈光水舞秀展示時，會有四種花香香氣自主燈散發至周圍80公尺。主燈目前移置中山區自強隧道大直往故宮方向的北安路圓環旁，2010年元宵節前至2011年元宵節後均展示在自強隧道(大直段)園環，後因物品損壞程度嚴重故已報廢。 | 福氣虎              | |
| 2011年臺北燈節 | 辛卯 | 兔   | 臺北市政府 國父紀念館                                                                          | 玉兔迎春 囍耀臺北                      | 規畫了「貝比主燈區」、「2011年全國花燈競賽學生燈區」、「國際燈區」、「傳統燈區」、「故事主題燈區」、「南廣場創意燈區」、「祈福燈區」、「燈海隧道」等，並有花仙子為民眾導覽，2011年6月後至2012年元宵節前均展示在自強隧道(大直段)園環，後因物品損壞程度嚴重故已報廢。 | 好運兔              | |
| 2012年臺北燈節 | 壬辰 | 龍   | 臺北市政府 國父紀念館                                                                          | 祥龍獻瑞囍洋洋                         | 今年為雙龍主燈形式，主燈「HAPPY龍」及市府前廣場3D「祥龍劇場」虛擬主燈，主燈「HAPPY龍」2012年6月最後終於移到青年公園入厝，由扶輪社認養。 | HAPPY龍             | |
| 2013年臺北燈節 | 癸巳 | 蛇   | 臺北花博公園之美術公園 圓山公園                                                                | 靈蛇耀動做環保，虛實交替轉乾坤         | 以「靈蛇耀動做環保，虛實交替轉乾坤」為主題，蛇斑斑創意蛇燈也特別使用了約16888個回收塑膠瓶進行製作蛇斑斑劇場的浮空投影特效，讓主角能由虛擬轉為實體，再由實體轉向為光體，虛實之間將燈節的表演層次提升到了截然不同的展演領域。 | 哈哈蛇              | |
| 2014年臺北燈節 | 甲午 | 馬   | 臺北花博公園之美術公園 圓山公園                                                                | 春暖花開                               | | 飛躍阿駿            | |
| 2015年臺北燈節 | 乙未 | 羊   | 臺北花博公園之圓山公園                                                                         | 愛.擁抱                                | | 金喜羊              | |
| 2016年臺北燈節 | 丙申 | 猴   | 臺北花博公園之圓山公園                                                                         | 猴祝幸福                               | | 樂樂                | 2016年，擔任許多花燈比賽的評審且創作傳統花燈超過廿年的燈藝師張秀琴說台北燈節的發包，競標者要製作３Ｄ模擬圖、成立公司等等才能投標，老燈藝師就算好技藝也進不了臺北燈節。                                    |
| 2017年臺北燈節 | 丁酉 | 雞   | 西門町 西區門戶計畫區 北門                                                                     | 小奇雞家族                             | 配合臺北市政府西區門戶計畫，首度移師台北西區。 | 舞動奇雞            | 2017年，藝術家不二良設計2017年台北燈節的花燈主燈小奇雞家族，勞動部前主委王如玄批評元宵節的傳統漸漸消失中。                                                                                                |
| 2018年臺北燈節 | 戊戌 | 狗   | 西門町 北門 中華路一段                                                                         | 幸福魔力狗                             | | 幸福Go Go           | |
| 2019年臺北燈節 | 己亥 | 豬   | 西門町 北門 臺北行旅廣場 交八廣場                                                              | 臺北臺北亮晶晶                         | 2019年台北燈節以台北台北亮晶晶為主題，總共有兩大主燈「百變豬寶亮晶晶」和「心花怒放亮晶晶」，還有「我愛創作亮晶晶」、「夢想生活亮晶晶」、「友好城市亮晶晶」三個燈區。從西門紅樓前廣場開始沿中華路到忠孝東路一路延伸至北門與台北車站附近的行旅廣場。 | 無 (本屆取消發放)   | |
| 2020年臺北燈節 | 庚子 | 鼠   | 西門町 北門 中華路一段 南港車站周邊 南興公園                                                   | TOGETHER WE GLOW，轉動台北轉動光       | 西區主燈「躲貓貓」，突破過去燈節單一生肖形象的限制，在西門町街頭打造一個巨大白貓，搭配鼠寶寶。設計師林舜龍表示，整件作品總高度達9公尺，也是近年在西門町最高的主燈。 東區主燈「展風神」，寬達9公尺。設計師李文政表示，主燈是以機車作為發想，其造型上大量使用了孔雀燈、燈管、霓虹燈等燈具，雙翅則是台灣四處可見的鐵皮屋建材如透明浪板、角鋼等等，整體看起來，就像是大型鋼彈戰士。 |                     | |
| 2021年臺北燈節 | 辛丑 | 牛   | 萬華車站站前廣場 至 艋舺大道 至 剝皮寮歷史街區 至 西園路 至 康定路 至 貴陽街                   | 七彩八寶 新世界 跳舞的牛               | 這次主燈是科技主燈「守護者NEW」，由藝術大師Akibo李明道打造，「主視覺」取樣自艋舺街區常見的傳統紙燈籠，有降福與吉祥的象徵意義。代表未來與希望，將一隻跳舞的牛擬人化，並在燈籠中跳舞，展現創新視覺。周圍圍繞著萬華青草巷的五爪金英、咸豐草、石上柏、薄荷等四種藥草，比喻祖先的智慧守護平安。北起貴陽街南至艋舺大道、西自西園路東到康定路，劃分「七彩」「八寶」「新世界」三個燈區，分別表現現代潮流、傳統文化、科技未來三個面相。而科技藝術，更有「首創的AR虛擬燈區」，邀請來自台灣、日本、英國、香港的創作者共同參與，展現展現城市故事。 因嚴重特殊傳染性肺炎疫情影響二度延至(12月17日至12月26日)舉辦 |                     | 因受嚴重特殊傳染性肺炎疫情影響，台北市政府決定原本2021年2月的台北燈節延到12月17日舉辦，議員王鴻薇、陳炳甫、徐弘庭提到明2022年2月15日又要辦台北燈節，幾乎是2個月連辦2次燈會且花掉逾1.3億元，根本浪費公帑。 |
| 2022年臺北燈節 | 壬寅 | 虎   | 台北市 士林區 捷運劍潭站 至 捷運士林站 至 捷運芝山站週邊                                       | 生炒花燈 TAIPEI 40宇宙飛船             | 以《生炒花燈》為主題，用「生猛快炒」的意象融合士林美食與在地文化，燈會主燈以兩隻玩著火球的吉祥物「祥虎」象徵著「虎虎生風」的未來，祈願大家新的一年能夠「火力全開、大放光彩」。 |                     | 李宗瑞在獄中做花燈參加2022年臺北燈節得獎，引發網友正反兩面論戰是否以後該讓受刑人參加比賽。 |
| 2023年臺灣燈會 | 癸卯 | 兔   | 臺北市 信義區、大安區 國父紀念館 至 臺北市政府周邊 至 松山文創園區 至 信義計畫區 至 四四南村   | 光源台北 玉兔壯彩                      | 2023年臺灣燈會在臺北，故與之合併舉辦。 | 大展虹兔            | |
| 2024年臺北燈節 | 甲辰 | 龍   | 西門町 北門 中華路一段                                                                         | 龍耀光城 城現光龍                      | 10公尺高的主燈「城現光龍」由策展人劉治良邀集藝術家杜清祥、音樂家K6劉家凱共同創作，藝術家杜清祥以摺紙方式創作光龍外型，再藉由3D掃描摺紙形體後，以金屬材質形塑出主體龍身及鱗片，金屬龍頭及鱗片特別由臺灣金屬加工師傅運用高超工法打造，龍眼以傳統花燈方式製作，融合新舊技法。音樂製作人K6劉家凱創作配樂，搭配「魚躍西門」燈組漫天泡泡及人造雪花共演，呈現有別以往的聲光、視覺、觸覺「三感」饗宴。 |                     | |
| 2025年臺北燈節 | 乙巳 | 蛇   | 西門町 北門 中華路一段 西本願寺                                                                | 蛇來運轉 福蛇豆豆                      | 今年主燈高約13米，設計突破對蛇的傳統印象，並邀請塗鴉藝術家祁孟含（阿奈）攜手創作。主燈以繽紛色彩與幾何圖案構建蛇身圖騰，並結合在地文化，展現別具匠心的創意與設計巧思；而主燈展演將融合燈光與特效，其中靈動的眼睛動態表現，更為主燈秀增添幽默與趣味感，象徵新年的活力十足與財運滾滾，這座結合歷史文化與潮流元素的主燈，將為中山堂注入時尚潮流的氣息。 | 台北小Q             | |

## 歷屆臺北燈節圖片

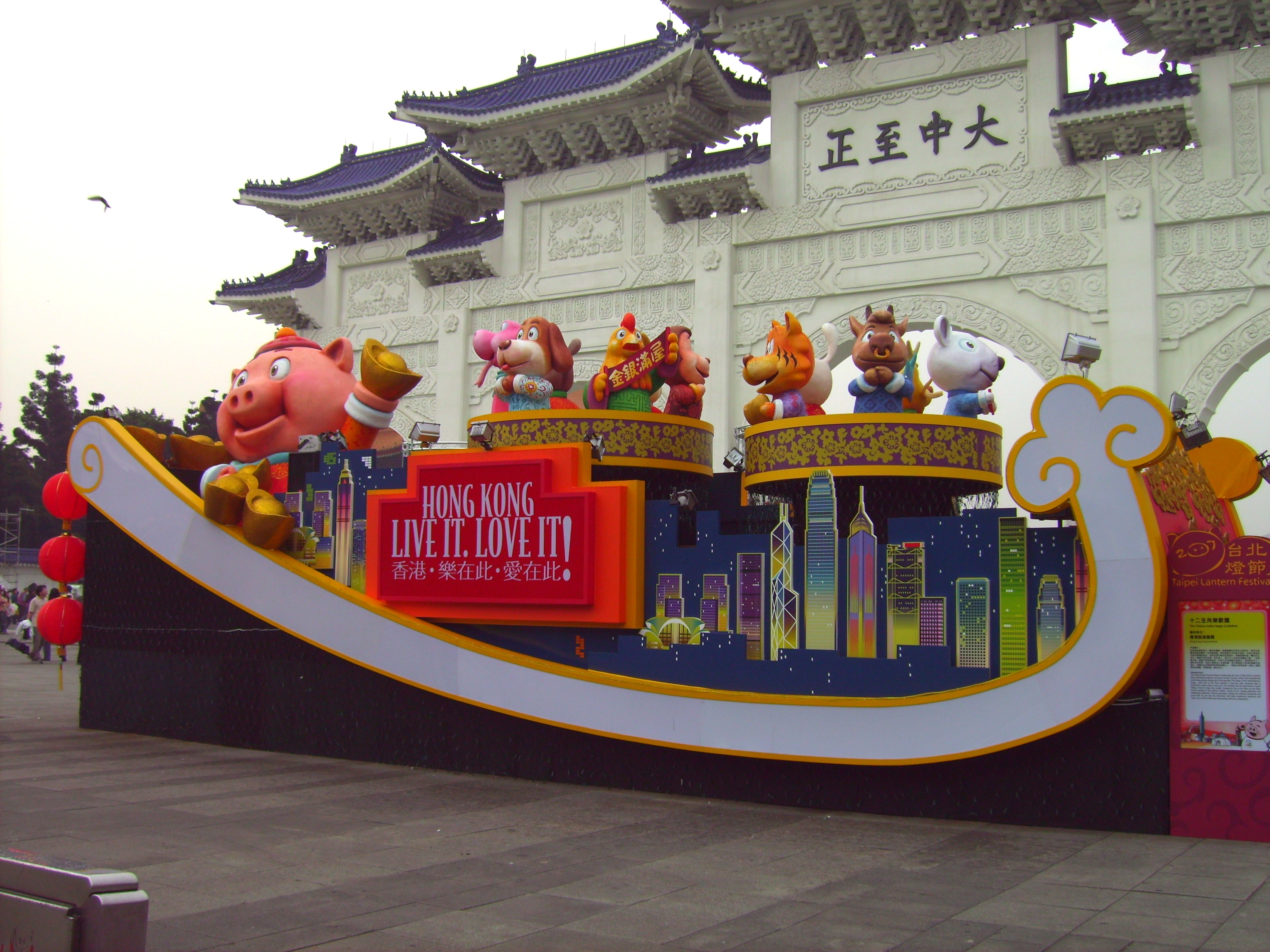
2007年臺北燈節花燈名稱【十二生肖樂歡騰】

## 歷屆特別創新
- 2022年臺北燈節是首屆主燈用吊車吊掛的方式演出[18]